# Famille de Charles Le Brun
 (avril 2018).
Si vous disposez d'ouvrages ou d'articles de référence ou si vous connaissez des sites web de qualité traitant du thème abordé ici, merci de compléter l'article en donnant les références utiles à sa vérifiabilité et en les liant à la section « Notes et références ».
Charles Le Brun (1619-1690) est le premier peintre du roi Louis XIV. Voici les membres de sa famille.

## Généalogie
- Nicolas Le Brun (1585 - 9 février 1648), maître sculpteur, marié à Julienne Le Bé (morte le 30 mai 1668), fille de Pierre Le Bé, maître écrivain,
  - Nicolas II Le Brun (1615- ?), peintre de paysage, marié en 1642 avec Jeanne Humbelet
    - Charles II Le Brun (1646-1727), auditeur des comptes, marié en 1685 avec Marie-Louise Quinault, fille de Philippe Quinault,
      - Pierre Le Brun (1684-1730), seigneur de Thionville,

    - François Le Brun (1654-1714), maître serrurier, bourgeois de Paris,

  - Marie Le Brun (1617- ?),
  - Charles Le Brun, (1619-1690), premier peintre du roi, marié à Suzanne Butay (1626-morte le 26 juin 1699), fille de Robert Butay (1586-1662), peintre, et de Marguerite Le Grin (vers 1595-1658), sans postérité[1],
  - Étienne Le Brun, né en 1621,
  - Madeleine Le Brun, née en 1623,
  - Gabriel Le Brun (1625-1660), peintre et graveur, gentilhomme ordinaire de la chambre du roi, marié en 1653 avec Marie Boudan,
    - François-Jacques Le Brun (vers 1660-1714), marié en 1695 avec Marie Vallée,
      - Pierre Le Brun (1704-1771), peintre de l'Académie de Saint-Luc, marié en premières noces, en 1724, avec Marie Meusnier, marié en secondes noces, en 1746, avec Françoise Bouffé (morte en 1787),
        - Jean-Baptiste-Pierre Le Brun (1748-1813), peintre et marchand d'art, marié en 1776 avec Louise-Élisabeth Vigée (1755-1842), et divorce en 1794,
          - Jeanne Julie Louise Lebrun (1780-1819), mariée en 1800 à Gaëtan Bertrand Nigris, directeur du théâtre impérial de Saint-Petersbourg, séparés en 1804,

        - Jean-Charles Le Brun, dit le jeune (1754– ), marchand,
        - Pierre-Louis Le Brun de Villeneuve (1760–1809), marié en 1796 avec Élisabeth Baraton
          - Françoise-Élisabeth (1797– )
          - Eugénie Le Brun (1797–1872) marié en 1829 Justin Tripier Le Franc (1805–1883), historien de l’art,

        - Jean-Charles Le Brun (1764– ), maître tapissier à Paris ∞ 1787 Marie-Antoinette Amgrave

  - Claude Le Brun, née en 1628
  - Philippe